# 12ft
12ft foi um website que oferecia acesso gratuito a páginas da web que bloqueiam a leitura pública, livre e gratuita por meio da utilização de ferramentas como muros de pagamento. Foi desenvolvido pelo engenheiro canadense Thomas Millar. Para cumprir sua função, o serviço se aproveitava das cópias acessíveis e legíveis que as páginas oferecem ao serviço de rastreamento de rede do Google. Sites com muros de pagamento geralmente permitem acesso a rastreadores de rede de pesquisa para garantir que suas páginas apareçam nos motores de busca.
O 12ft foi criado no início da pandemia de COVID-19, quando Millar estava pesquisando sobre a doença e constatou que oito dos dez principais links do Google Search continham acesso pago. O nome é baseado na frase "Show me a ten-foot wall and I'll show you a twelve-foot ladder." (lit.  "Mostre-me uma parede de dez pés e eu irei te mostrar uma escada de doze pés."), presente no livro All I Want To Know Is Where I'm Go to Die So I'll Never Go There, de Peter Bevelin.
Em 31 de agosto de 2022, o site saiu do ar, com o provedor de hospedagem exibindo a mensagem de erro "DEPLOYMENT DISABLED" e o código de estado HTTP 451, que indica indisponibilidade por razões legais. O site voltou ao ar em 1 de setembro de 2022.
Em 29 de outubro de 2023, a hospedagem de sites Vercel suspendeu a conta de Thomas Millar, alegando violação dos seus termos de uso. Além do 12ft, outros websites não relacionados e domínios foram suspensos juntos, passando a exibir uma página com o código de estado HTTP 403.
Em 8 de outubro de 2023, o website volta a funcionar, mas agora adotando uma proposta de ser um removedor de janelas pop-ups, banners e anúncios de páginas web. O funcionamento da ferramenta passa a ser baseado na desativação do carregamento de JavaScript.
Em 17 de julho de 2025, a News Media Alliance — uma associação comercial que representa mais de 2 mil organizações de mídia nos Estados Unidos e no Canadá — informou que havia retirado o site do ar.